# Marché de Salamanque (Malaga)
Le Mercado de Salamanca est un marché couvert  de la ville andalouse de Malaga (Espagne).
Il s'agit d'un bâtiment de style néo-mudéjar couvert par une structure métallique. Tout le décor est  d'inspiration exotique : il consiste en un arc outrepassé formé par des bandes de brique en diverses dispositions et des grilles métalliques de style Art nouveau. L'intérieur est couvert d'azulejos.
Il a été bâti entre 1922 et 1925 et dessiné par l'architecte Daniel Rubio Sánchez.

## Anecdotes
Le Marché de Salamanque peut être vu dans le film franco-américain de 1966 Les Centurions.

## Source de traduction
- (es) Cet article est partiellement ou en totalité issu de l’article de Wikipédia en espagnol intitulé « Mercado de Salamanca (Málaga) » (voir la liste des auteurs).